# Kamienica przy placu Wolności 7 w Katowicach
Kamienica przy placu Wolności 7 w Katowicach – narożna kamienica mieszkalno-handlowa, znajdująca się przy placu Wolności 7 (róg z ulicą Gliwicką) w Katowicach, na obszarze dzielnicy Śródmieście. Powstała prawdopodobnie w 1887 roku i wykazuje cechy historyzmu z elementami późnego modernizmu.

## Historia

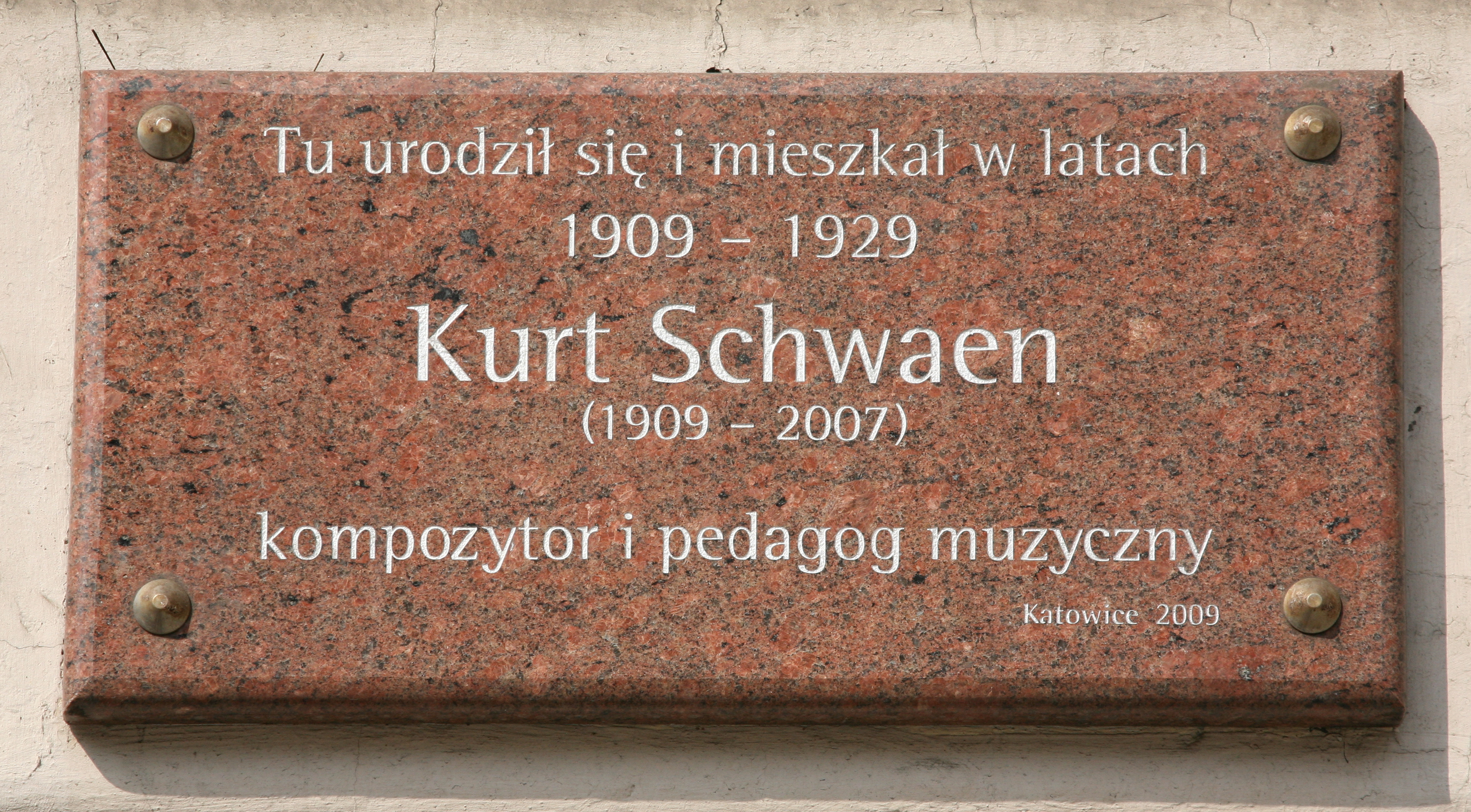
Tablica na fasadzie kamienicy upamiętniająca miejsce narodzin i zamieszkania Kurta Schwaena

Kamienica została wzniesiona prawdopodobnie w 1887 roku, a w 1893 roku (lub 1894 roku) nadbudowano trzecie piętro według projektu Ludwiga Goldsteina.
W kamienicy w 1909 roku urodził się i do 1929 roku mieszkał kompozytor i pedagog muzyczny Kurt Schwaen, co upamiętnia umieszczona w 2009 roku na fasadzie kamienicy tablica pamiątkowa.
W kamienicy mieściła się siedziba Związku Gospodarczego Przemysłu Przetwórczego. W latach międzywojennych budynek przeszedł przebudowę. W tym okresie swoją siedzibę w nim miała firma „Urania” – Dom Handlowo-Kredytowy, w którym handlowano biżuterią, zegarkami, platerami i radioodbiornikami. W 1935 roku właścicielką kamienicy była Jadwiga Kiełbasa, a zamieszkiwali ją wówczas mieszkańcy różnej profesji. Siedzibę miały tu wówczas dwie firmy: „Veritas” i „Inwesta”.
Według stanu z września 2016 roku kamienica była w zarządzie tymczasowym Komunalnego Zakładu Gospodarki Mieszkaniowej w Katowicach. W połowie lipca 2023 roku w systemie REGON była zarejestrowana jedna działalność gospodarcza z siedzibą przy placu Wolności 7 – producent reklam.

## Charakterystyka
Narożna kamienica mieszkalno-handlowa położona jest przy placu Wolności 7 (róg z ulicą Gliwicką) w Katowicach, w zachodniej części dzielnicy Śródmieście.
Jest to budynek murowany z cegły, wzniesiony na planie litery „L”, z dwoma oficynami bocznymi. Powierzchnia użytkowa kamienicy wynosi 200,99 m², a powierzchnia zabudowy 704 m². Liczy 5 kondygnacji nadziemnych i 1 podziemną.
Kamienica reprezentuje styl historyzmu z elementami późnego modernizmu. Elewacja wschodnia (od strony placu Wolności) jest dziewięcioosiowa, zaś południowa (od strony ulicy Gliwickiej) ośmioosiowa, a łączy je jednoosiowy narożnik z wykuszem sięgającym drugiej i trzeciej kondygnacji, na którym znajduje się balkon z pełną murowaną balustradą. Skrajne elewacje przy narożniku są zespolone z nim w płytkim ryzalicie, a skrajna oś północna jest cofnięta w stosunku do lica muru. Elewacje na pierwszej kondygnacji są tynkowane (boniowanie pasowe), a znajdują się w nich prostokątne wejścia z wysokimi nadprożami, a na piętrach są one ceglane z szerokimi poziomymi pasami tynku i podziałami pionowymi w postaci pilastrów rozdzielających osie w strefie drugiej i trzeciej kondygnacji. Detale tynkowe na elewacji występują w postaci opasek okiennych, kapiteli pilastrów i płycinowych podziałów ryzalitu narożnego.
Otwory okienne pomiędzy parterem a drugim piętrem są prostokątne, na czwartej kondygnacji są zamknięte półkoliście. Stolarka okienna jest cztero- i sześciokwaterowa ze ślemieniem, a na czwartej kondygnacji dwu- i trójkwaterowa, także ze ślemieniem.
Wewnątrz kamienicy znajdują się dwie klatki schodowe, do których wejścia prowadzą od strony placu Wolności i od ulicy Gliwickiej. Obie z nich obudowane są stropami Kleina, na ścianach znajduje się stiukowa artykulacja architektoniczna w postaci pilastrów i belkowań, a posadzki są betonowe. Schody są dwubiegowe, murowane, z drewnianymi stopniami i balustradami. Brama przejazdowa znajduje się w północnej części kamienicy, od strony placu Wolności.
Kamienica wpisana jest do gminnej ewidencji zabytków miasta Katowice.